# Massy, Seine-Maritime

Massy este o comună în departamentul Seine-Maritime, Franța. În 1 ianuarie 2022 avea o populație de 318 de locuitori.